# Lipiny (gmina Osiek Mały)
Lipiny – wieś w Polsce, położona w województwie wielkopolskim, w powiecie kolskim, w gminie Osiek Mały.
W latach 1975–1998 miejscowość należała administracyjnie do województwa konińskiego.
Zobacz też: Lipiny, Lipiny Dolne, Lipiny Górne-Borowina, Lipiny Górne-Lewki, Lipiny-Barcikowo, Kolonia Lipiny